# Olgiate Comasco
Olgiate Comasco – miejscowość i gmina we Włoszech, w regionie Lombardia, w prowincji Como.
Według danych na rok 2004 gminę zamieszkiwało 10 390 osób, 1039 os./km².